# Eduardo Eliseo Martín
Eduardo Eliseo Martín (Venado Tuerto, 26 dicembre 1953) è un arcivescovo cattolico argentino, dal 4 luglio 2014 arcivescovo metropolita di Rosario.

## Biografia

### Formazione e ministero sacerdotale
Dopo aver compiuto gli studi primari e secondari nella città natale ha iniziato gli studi universitari in chimica, ma li ha interrotti per entrare nel seminario metropolitano "San José" dell'arcidiocesi di La Plata dove ha studiato filosofia e teologia. È stato ordinato sacerdote il 26 dicembre 1980 nella cattedrale di Venado Tuerto dal vescovo Mario Picchi.
Dal 1987 al 1989 è stato formatore e professore di pedagogia e filosofia presso il seminario maggiore di La Plata.
Nel 1990 è stato nominato vicario generale della diocesi di Venado Tuerto e dal 1993 al 2006 è stato parroco della cattedrale dell'Immacolata.

### Ministero episcopale
Il 21 febbraio 2006 papa Benedetto XVI lo ha nominato vescovo di Villa de la Concepción del Río Cuarto, succedendo a Mons. Ramón Artemio Staffolani, dimessosi per raggiunti limiti d'età.
Ha ricevuto l'ordinazione episcopale il 19 maggio successivo dalle mani del vescovo emerito di Venado Tuerto Paulino Reale Chirina, co-consacranti il vescovo di Venado Tuerto Gustavo Arturo Help e l'arcivescovo metropolita di Bahía Blanca Guillermo José Garlatti. Ha preso possesso della diocesi il successivo 28 maggio.
Il 13 marzo 2009 e il 2 maggio 2019 ha compiuto la visita ad limina.
Il 4 luglio 2014 papa Francesco lo ha promosso arcivescovo metropolita di Rosario, succedendo a mons. José Luis Mollaghan, nominato membro della Congregazione per la dottrina della fede. Ha preso possesso dell'arcidiocesi il successivo 24 agosto. Ha ricevuto il pallio, benedetto dal Santo Padre nella solennità degli apostoli Pietro e Paolo nel 2015, dalle mani del nunzio apostolico in Argentina Emil Paul Tscherrig, il 7 ottobre dello stesso anno.
Il 27 giugno 2015 è stato ricevuto in udienza papale.
Nella Conferenza episcopale argentina è presidente della commissione per l'educazione cattolica e membro della Commissione Episcopale per la Pastorale Sociale.
Il 1º agosto 2019 consacra l'arcidiocesi di Rosario al Cuore Immacolato di Maria.
L'11 febbraio 2020, in occasione della giornata mondiale del malato, celebrando la messa nella provincia di Santa Fe, ricorda che "la vita è sacra" e "appartiene solo a Dio" e ritiene "triste e deludente" che nella provincia di Santa Fe si ostinino ad applicare i protocolli di aborto.

## Stemma e motto

Stemma dell'arcivescovo

D'azzurro, alla croce latina d'oro sostenuta da una barca d'argento, posta di tre quarti e vogante su un mare fluttuoso del campo e d'argento, accantonata nel I cantone da una stella (5) d'argento posta obliquamente, sormontata dall'aquila a volo spiegato d'oro, nimbata dello stesso.
Ornamenti esterni da arcivescovo metropolita.
Motto: El Verbo se hizo carne.
Come commento allo stemma è stato scritto:
"Il cristianesimo è l'annuncio dell'evento di Cristo, di Dio che è entrato nel mondo come uomo". Non è una dottrina, né una morale, né un culto, ma una persona: Gesù Cristo. Dio fatto uomo, rappresentato dalla croce. Nell'incontro con Lui si fa chiaro il mistero dell'uomo e di Dio.

## Genealogia episcopale e successione apostolica
La genealogia episcopale è:
- Cardinale Scipione Rebiba
- Cardinale Giulio Antonio Santori
- Cardinale Girolamo Bernerio, O.P.
- Arcivescovo Galeazzo Sanvitale
- Cardinale Ludovico Ludovisi
- Cardinale Luigi Caetani
- Cardinale Ulderico Carpegna
- Cardinale Paluzzo Paluzzi Altieri degli Albertoni
- Papa Benedetto XIII
- Papa Benedetto XIV
- Papa Clemente XIII
- Cardinale Bernardino Giraud
- Cardinale Alessandro Mattei
- Cardinale Pietro Francesco Galleffi
- Cardinale Giacomo Filippo Fransoni
- Cardinale Carlo Sacconi
- Cardinale Edward Henry Howard
- Cardinale Mariano Rampolla del Tindaro
- Cardinale Antonio Vico
- Arcivescovo Filippo Cortesi
- Arcivescovo Zenobio Lorenzo Guilland
- Arcivescovo Antonio José Plaza
- Cardinale Raúl Primatesta
- Vescovo Paulino Reale Chirina
- Arcivescovo Eduardo Eliseo Martín

La successione apostolica è:
- Vescovo Ernesto José Fernández (2023)